# Zimbru (rijeka)
Zimbru je rijeka u Rumunjskoj, u županiji Arad, desna pritoka rijeke Crișul Alb.  Ulijeva se u Crișul Alb u Iosașu, blizu Gurahonța. Duljina joj je 20 km, a površina porječja 81 km2.

## Vanjske poveznice
|  | Zajednički poslužitelj ima još gradiva o temi Zimbru (rijeka) |